# Austin K2

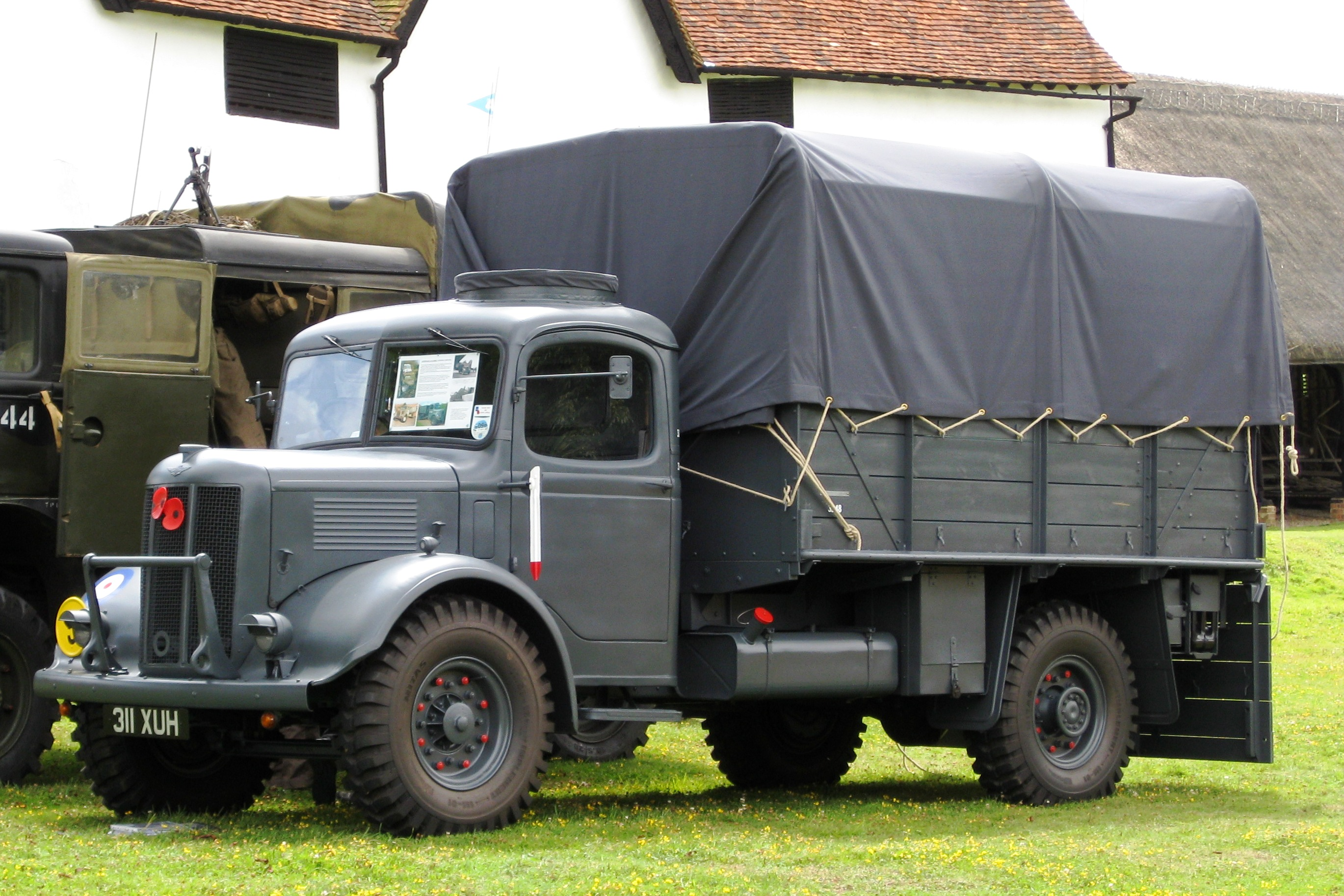
Austin K2/A vrachtwagen

Van de Austin K2 was het type K2/Y het meest bekend. De Austin K2/Y was een Britse ambulance voor het vervoer van liggende of zittende gewonde militairen. Tijdens de Tweede Wereldoorlog werd het voertuig gebouwd door de autofabrikant Austin Motor Company. Het gedeelte voor de gewonde passagiers werd gemaakt door Mann Egerton.

## Beschrijving
De Austin K2/Y was de meeste gebouwde Britse militaire ziekenauto. Het was gebaseerd op de civiele lichte vrachtwagen Austin K30, met als belangrijkste uiterlijk verschil de vereenvoudigde bestuurderscabine. De cabine had geen deuren, maar werd slechts afgeschermd met een canvas zeil. In de jaren 1939 en 1945 zijn circa 13.000 ambulances gebouwd in de Austin Longbridge fabriek bij Birmingham.
Het chassis van de Austin K2 werd door de Britse carrosseriebouwer Mann Egerton voorzien van een ruimte waar vier liggende of tien zittende gewonde militairen en een verzorger in vervoerd konden worden. De binnenmaten waren: 2,6 meter lang, 2,0 meter breed en 1,7 meter hoog. Vanuit de bestuurderscabine waren de gewonden te bereiken via een kleine tussendeur; voor de gewonden waren er twee grote deuren aan de achterzijde van het voertuig.
De Austin K2 had alleen aandrijving op de achterwielen (4x2). De zescilinder benzinemotor met een cilinderinhoud van 3,5 liter leverde een vermogen van 63 pk. Met vier versnellingen lag de maximale toegestane snelheid op ongeveer 80 kilometer per uur. Het voertuig kreeg van de troepen de bijnaam Katie.

### Andere versies
De opbouw van Mann Egerton werd ook geplaatst op het chassis van de CS11/30F van Morris Commercial Cars en de Bedford ML. Al deze voertuigen zagen er redelijk identiek uit. Van de Bedford ML zijn ongeveer 400 exemplaren gebouwd in de jaren 1939 en 1940. Een aantal van deze Bedford voertuigen zijn ook aan Finland geleverd.

## Austin K2/A
Het chassis van de K2 werd ook voor andere toepassingen gebruikt. In 1944-1945 werd de Austin K2/A ontwikkeld. Deze had wel normale deuren bij het bestuurdersgedeelte. Dit voertuig werd gebruikt als gewone vrachtwagen, maar ook als brandweerwagen en mobiele werkplaats. Er zijn bijna 28.000 voertuigen van het type Austin K2/A gebouwd.

## Gebruik
De Austin K2/Y werd door de troepen bijzonder gewaardeerd. Het voertuig werd gebruikt door het Britse leger en die van het Britse Gemenebest. De Amerikaanse strijdmacht heeft ze ook gebruikt onder de afspraken van de Amerikaanse Leen- en Pachtwet. Medio 1943 testte het Britse leger ook de Amerikaanse ambulance, de Dodge WC54. De Dodge was kleiner, maar met aandrijving op alle wielen waren de prestaties in het terrein beter dan die van de 4x2 aangedreven Austin. Het leger heeft de Dodge WC54, naast de Austin K2, ook in gebruik genomen.
Na de oorlog zijn veel Austin K2 ambulances aangepast voor civiel gebruik. Pas aan het begin van de jaren vijftig zijn nieuwe civiele ziekenwagens geïntroduceerd ter vervanging van de Austin ziekenwagens.